# 대외정보방첩국
대외정보방첩국(프랑스어: Service de documentation extérieure et de contre-espionnage, SDECE)의 프랑스의 옛 해외 정보 부처로 1944년 11월 6일부터 1982년 4월 2일까지 운영되었다. 후신은 대외안보총국이다.
1944년 중앙정보행동국의 후계 기관으로 설립되었으며 냉전 기간 동안 프랑스 국외 세력에 대한 방첩 활동과 제1차 인도차이나 전쟁, 알제리 전쟁 등 프랑스의 대외 전쟁에서 정보전을 담당했다. 설립 당시에는 총리 직속 기구였으며 1965년 모로코 야당 정치인 메흐디 벤 바르카 암살 사건에 대외정보방첩국이 연루된 것이 밝혀지며 국방부 산하 기구로 이관되어 활동 범위가 군사 정보 분야로 축소되었다.